# St. Stephanus und St. Nikolaus (Strößwitz)

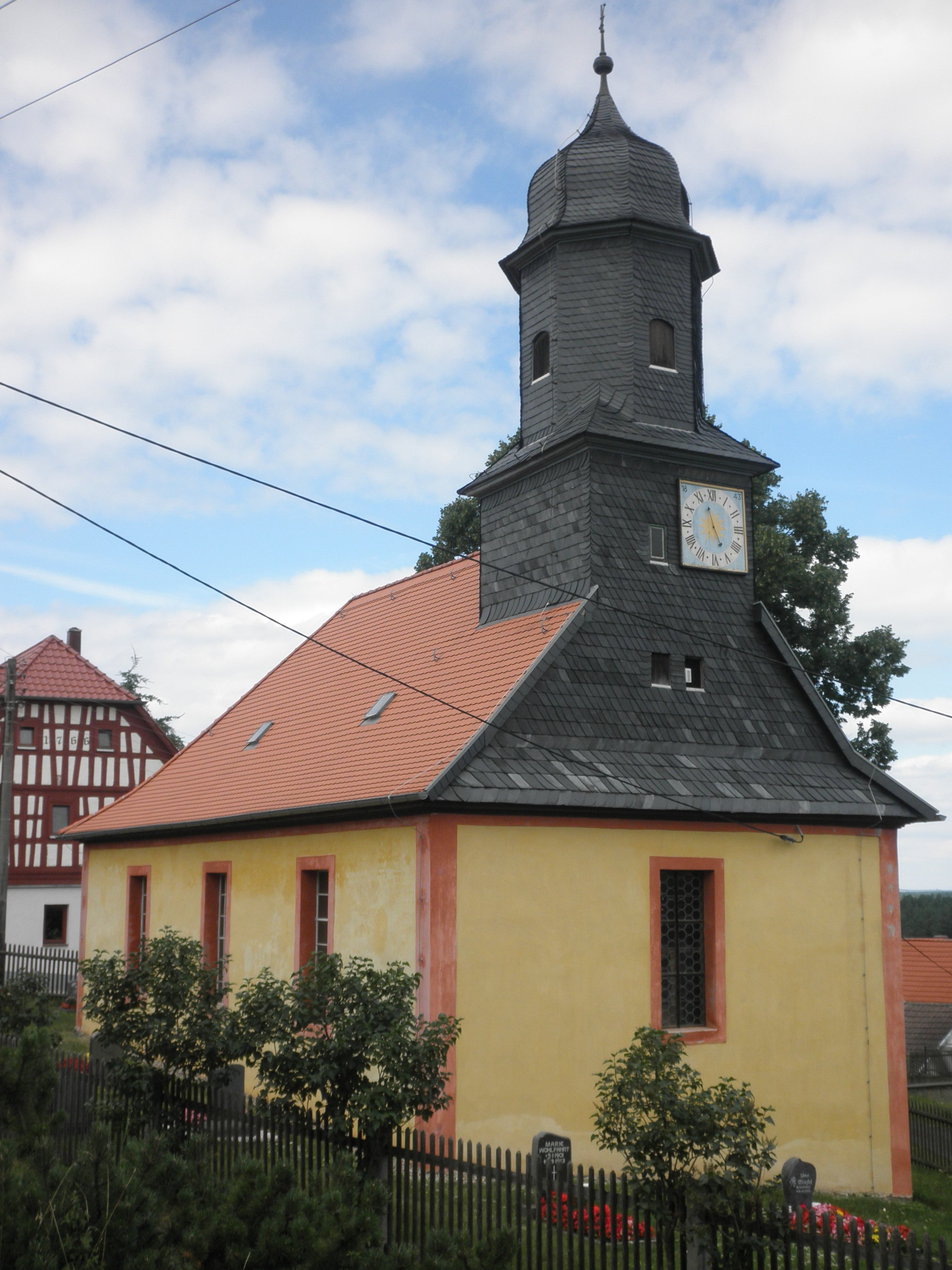
St. Stephanus und St. Nikolaus in Strößwitz

Die Dorfkirche St. Stephanus und St. Nikolaus steht in der Ortschaft Strößwitz im Ortsteil Breitenhain-Strößwitz der Stadt Neustadt an der Orla im Saale-Orla-Kreis in Thüringen. Sie gehört zum Pfarrbereich Trockenborn im Kirchenkreis Eisenberg der Evangelischen Kirche in Mitteldeutschland.

## Lage
Die Kirche befindet sich an einem nach Osten geneigten Hang kurz vor der folgenden höheren Ebene im Kreis der Siedlung.

## Geschichte
1706 wurde die rechteckige Saalkirche mit östlichem Dachreiter neugebaut. Seit 1990 wurden der Kirchturm und das Dach saniert. Der Innenraum des Schiffes wurde angestrichen.

## Kirchenschiff
Die eingeschossige eingebaute Empore ist aus der Vorgängerkirche. Die Emporensäulen aus drehwüchsig gewachsenem Holz sind in den neuen Bundesländern einmalig. 1894 erhielt die Kirche eine gebrauchte Orgel, die der Orgelbauer Hugo Schramm aus Bürgel einbaute. Prospekt und die Schmuckpfeifen fielen dem Ersten Weltkrieg zum Opfer.
Neben dem gemauerten Altar steht der gotische Schnitzaltar aus der Vorgängerkirche. Im geöffneten Zustand wird Maria mit Kind von den Namenspatronen der Kirche flankiert. In den Außenflügeln sind biblische Personen dargestellt.

## Glocken
Die Glocken von einst wurde 1806 und 1517 von Marcus Rosenberger in Schleiz gegossen. Im Zweiten Weltkrieg sollten sie zu Rüstungszwecken eingeschmolzen werden. Da der Schiffstransporter zum Glockenfriedhof sank, konnten sie später geborgen werden und kamen zurück an Ort und Stelle.